# كليفورد هال
كليفورد هال (19 يناير 1902 في المملكة المتحدة - 9 يوليو 1982)  (بالإنجليزية: Clifford Hall)‏ هو لاعب كريكت بريطاني (وحمل سابقاً جنسية المملكة المتحدة لبريطانيا العظمى وأيرلندا). لعب مع نادي مقاطعة هامبشاير للكريكت ‏.

## وصلات خارجية
- كليفورد هال على موقع إي آس بي آن كريك إنفو (الإنجليزية)